# Gonialaena groehni
Gonialaena groehni (лат.) — ископаемый вид жуков рода Gonialaena из семейства Tenebrionidae. Балтийский янтарь, эоцен.

## Описание
Мелкие жуки. Лабрум вытянутый, сенсиллы усиков простые; передние тазиковые впадины закрытые; узкие мембраны развиты между абдоминальными вентритами 3-5; среднетазиковые впадины частично закрыты мезэпимероном, трохантин развит; яйцеклад примитивного лагроидного типа.
Включён в состав отдельной трибы Gonialaenini из подсемейства Lagriinae.
Вид был впервые описан в 2019 году энтомологами Максимом Набоженко (Махачкала, Россия), Андрисом Букейсом (Даугавпилс, Латвия) и Дмитрием Тельновым (Рига, Латвия) по материалам из эоценового Балтийского янтаря. Gonialaena разделяет такие черты различных триб подсемейства Lagriinae: округлые плечевые углы из базально расширенных эпиплевр как у Goniaderini, Pycnocerini и Lupropini; узкий острый межтазиковый выступ абдоминального вентрита 1 как у Belopini, Cossyphini и Lagriini; отсутствие (или сильная редукция) заднегрудных крыльев ка у большинства Adeliini и некоторых Lupropini; крупные глаза как у Goniaderini, Pycnocerini, Lagriini и многих Adeliini; наличие межсегментных мембран между абдоминальными вентритами 3-5 как у всех триб лагриин, кроме Belopini и Cossyphini; субцилиндрический терминальный нижнечелюстной членик как у Belopini и Cossyphini. Таким образом, систематическая позиция новой трибы Gonialaenini trib. nov. внутри подсемейства Lagriinae остаётся неясной, но с большим сходством с трибой Goniaderini, особенно с некоторыми представителями рода Anaedus Blanchard, 1845.